# 威圖
威圖（英語：Vertu Ltd）是一間專門以手工打造奢華手機、通訊器材的公司。Vertu Ltd的總部位於英國，並在巴黎、紐約、比佛利山莊、新加坡以及香港設有辦事處。公司在全球有超過100名的員工，涵蓋技術類、銷售管道、市場行銷、產品設計、手工藝等領域，並擴展全球。
Vertu Ltd曾经屬於手機製造商諾基亞旗下獨立運作的子公司，诺基亚与EQT VI於2012年6月份达成Vertu的出售协议。2015年EQT VI將Vertu賣給香港的國鼎投資控股。2017年3月，國鼎投資控股將Vertu Ltd轉手給流亡於法國巴黎的土耳其富商烏贊（Murat Hakan Uzan），雙方約定以5000萬英磅交易，但國鼎投資控股遲遲未收到款項，已興訟。2017年7月，申請破產保護，並已停止英國的生產線，將清算資產並裁員200人。Vertu Ltd負債1.28億英磅，並且積欠員工薪水、退休金以及高通（Qualcomm）等公司的貨款，不過烏贊將保留Vertu品牌。

## 產品線

### Signature
「Signature Collection」是 Vertu 的首款產品線。這支電話的設計靈感來自於昂貴的「Grand Complication」鐘錶。

### Ascent
Ascent 系列的靈感是來自於超級跑車的設計理念。現有六種世界傳奇賽道風格的限量版 Ascent 手機，包含各六款特殊色彩的皮革手機套。

### Constellation
Constellation 是公司最新的系列，靈感來自飛機與旅行，概念源自於噴射機的造型、線條作為設計元素而採用了陶瓷鍵盤。

### Aerius
這是具有藍芽耳機的產品線，由Jacob Jensen設計並搭配Jabra JX10。

### 特別版

#### Diamond
Diamond vertu 手機是從 Signature 系列而來的精品，此款手機是最昂貴的設計。

#### Python, Cobra
与法國知名珠寶商Boucheron合作推出，並於印度上市。前者僅賣出26部手機，後者賣出了8部。這些只是特別版的精品。

## 特殊服務

### 私人助理服务
「Vertu私人助理服務」是專為Vertu客戶所設計的私人秘書服務。按下每台Vertu話機旁的專屬「尊爵鍵」，專屬的服務團隊全天候服務，依照客戶所選的語言，盡可能達成Vertu客戶要求的所有代辦事務。

### 產品分佈
Vertu 目前可在超過 35 個國家買到，遍佈太平洋、歐洲和美國，並超過 320 間零售店。

## 外部連結
- Vertu 官方網站（页面存档备份，存于）